# Карловы ворота

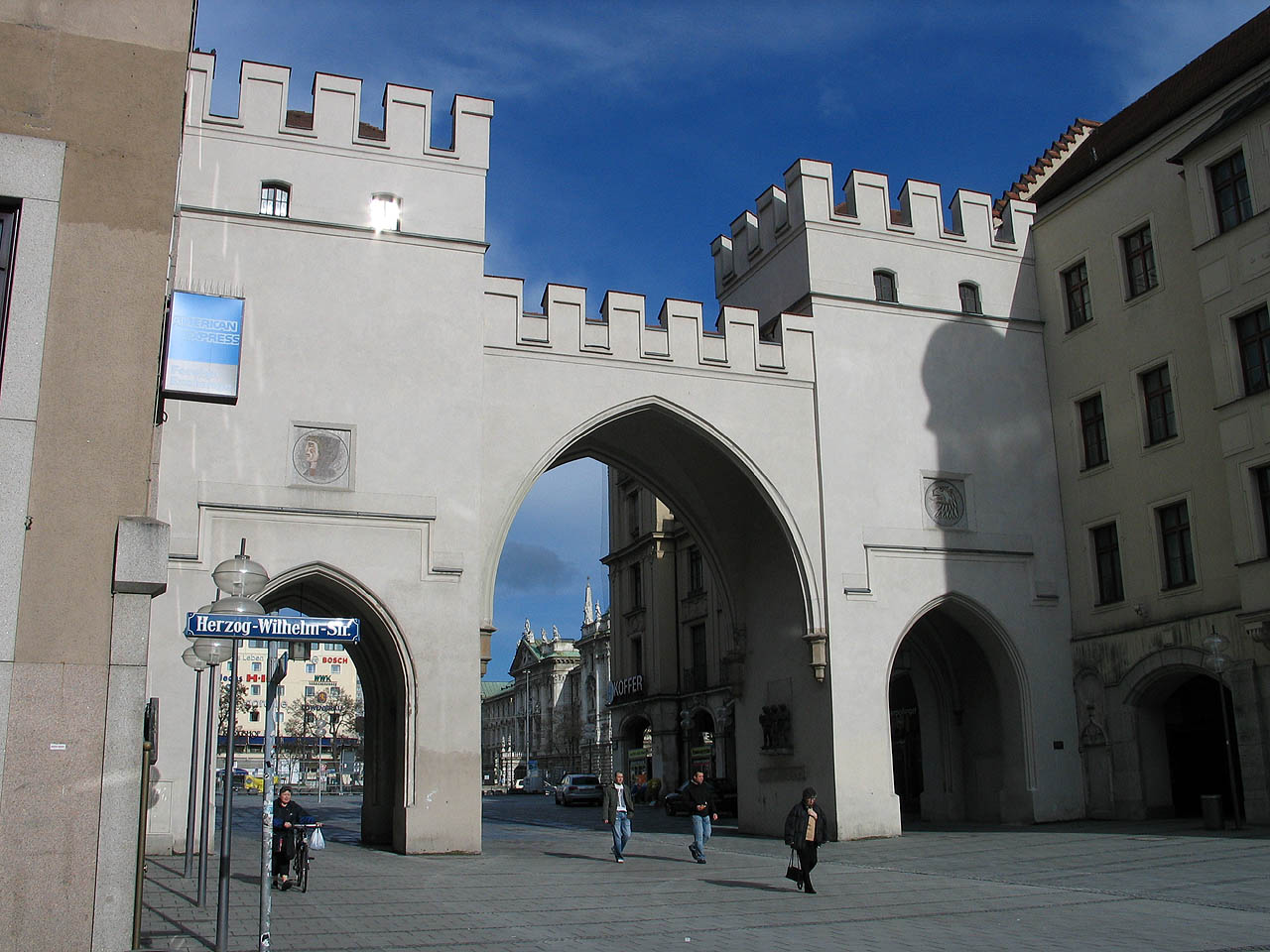
Вид на ворота со стороны Старого города

Карловы ворота (нем. Karlstor) — городские ворота в Мюнхене, наряду с Зендлингскими воротами и Изарскими воротами одни из трех сохранившихся ворот второй линии укреплений города. Ворота расположены на западном выходе из старого города, в них упирается улица Нойхаузер-штрассе. Через ворота проходит главная магистраль старого города, тянущаяся с запада на восток к Изарским воротам. Ворота были построены в период с 1285 года по 1347 год в рамках строительства второй крепостной стены города и впервые упоминаются в 1302 году как Нойхаузские ворота (нем. Neuhauser Tor). В 1791 году ворота получили своё современное название.

## Транспорт
Площадь перед воротами, которая называется Карлсплац (Карлова площадь), или Штахус, является крупным транспортным узлом города. До постройки городской электрички через ворота проходила трамвайная ветка, сейчас на площади пересекаются все линии городской электрички с 2 линиями метро, 7 линий трамвая и все ночные трамваи и автобус.